# Hristo Ivanov (futbolista nacido en 2000)
Hristo Ivanov (Yámbol, 16 de diciembre de 2000) es un futbolista búlgaro que juega en la demarcación de centrocampista para el FK Železničar Pančevo de la Superliga de Serbia.

## Selección nacional
Hizo su debut con la selección de fútbol de Bulgaria el 14 de octubre de 2023 en un partido de clasificación para la Eurocopa 2024 contra Lituania que finalizó con un resultado de 0-2 a favor del combinado lituano tras un doblete de Pijus Širvys.

## Clubes
| Club                  | País     | Año       | Partidos | Goles |
| --------------------- | -------- | --------- | -------- | ----- |
| PFC Cherno More Varna | Bulgaria | 2018-2019 | 0        | 0     |
| FC Vitosha Bistritsa  | Bulgaria | 2019-2020 | 18       | 2     |
| Novara FC             | Italia   | 2020-2021 | 2        | 0     |
| FC Arda Kardzhali     | Bulgaria | 2021-2023 | 36       | 1     |
| PFC Lokomotiv Plovdiv | Bulgaria | 2023-2025 | 86       | 2     |
| FK Železničar Pančevo | Serbia   | 2025-     |          |       |